# يوسف نزار الصالح
يوسف نزار صالح (مواليد 7 نوفمبر 1994 في مدينة الكويت) هو لاعب إسكواش كويتي محترف. بلغ أعلى تصنيف عالمي له المركز 110 في مارس 2014.